# Adrien Baillet

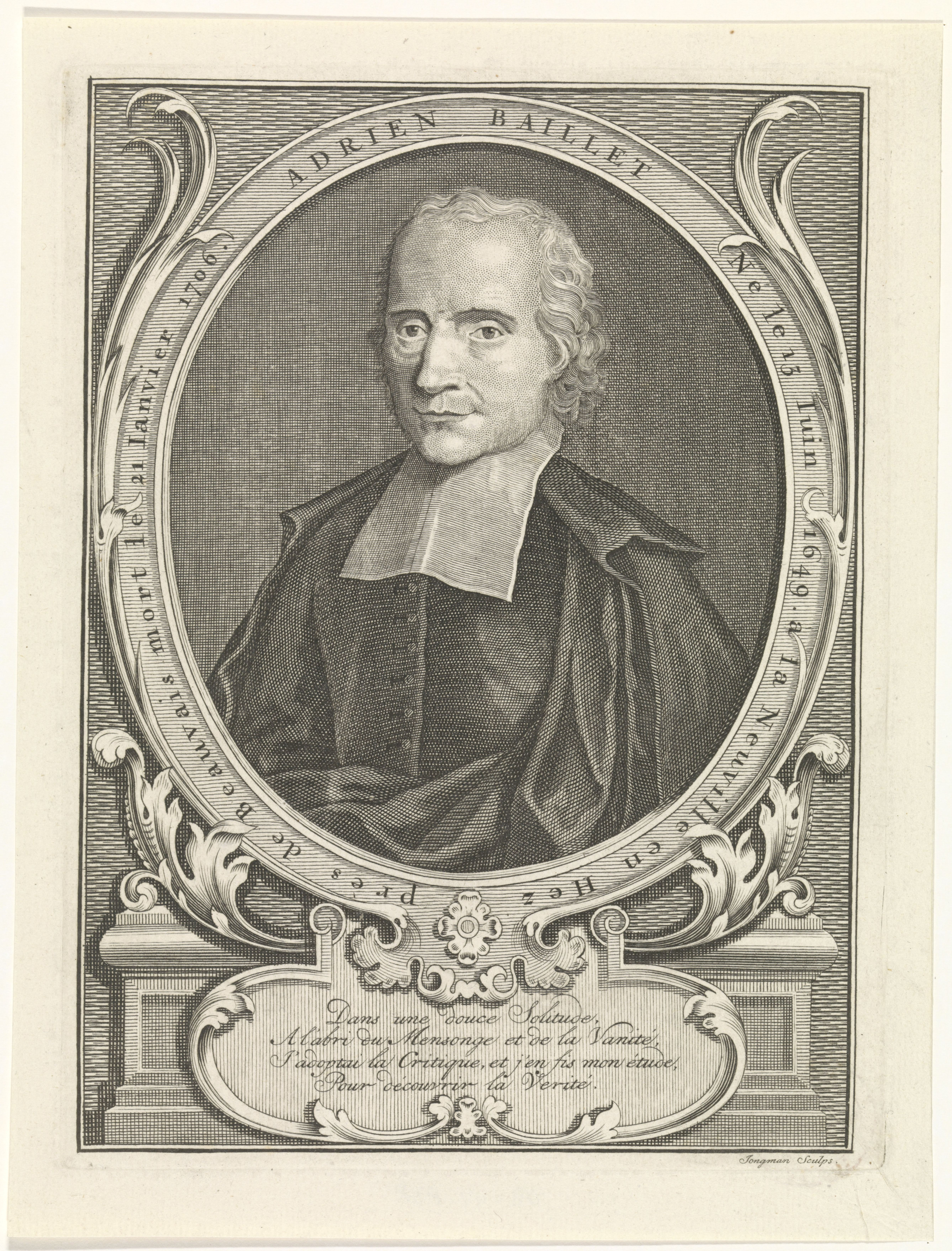
Adrien Baillet, posthume Darstellung (1709–1726)

Adrien Baillet (* 13. Juni 1649 in La Neuville-en-Hez, Frankreich; † 21. Januar 1706 in Paris) war ein französischer Theologe, Historiker und Bibliothekar.

## Leben
Nach dem Besuch der Dorfschule konnten ihm seine Eltern keine höhere Schulbildung finanzieren. Nachdem der Bischof von Bauvais auf ihn aufmerksam geworden war, ermöglichte dieser ihm ein Studium der Theologie. Anschließend war Baillet zunächst als Lehrer in Beauvais tätig und wurde dann 1676 zum Priester geweiht. 1680 wechselte er nach Paris, wo er für den Generalanwalt des Parlement de Paris François-Chrétien de Lamoignon als Bibliothekar tätig wurde und dort einen 35-bändigen Catalogue raisonné erstellte.
Baillet gilt als der erste Biograph von René Descartes. Er wurde in der Pariser Kirche St-Paul-des-Champs beigesetzt.

## Publikationen (Auswahl)
- Histoire de Hollande depuis la trève de ióop Jusqu’d 1690 (4 Bände 1693), eine Weiterführung von Grotius.
- Les Vies des saints (4 Bände 1701).
- Des Satires personelles, traité historique et critique de celles qui portent le litre d’Anti (2 Bände 1689).
- La vie de monsieur Descartes (2 Bände 1691; einbändige Neuauflage: La vie de monsieur Descartes, Paris: Éditions des Malassis, 2012).
- La vie de mr. Des-Cartes. Réduite en abregé (1692; Neuauflage: Vie de Monsieur Descartes, Paris, La Table Ronde, 1992).
- Auteurs déguisés sous des noms étrangers, empruntes, &c. (1690).
- Jugemens des savans sur les principaux ouvrages des auteurs (9 Bände, 1685–1686).